# Utarper Mühle
Die Utarper Mühle ist ein ehemaliger Erdholländer in Utarp, einer Mitgliedsgemeinde der Samtgemeinde Holtriem im niedersächsischen Landkreis Wittmund.

## Geschichte
Bereits 1684 soll, urkundlich erwähnt, in Utarp eine Bockwindmühle gestanden haben. Sie wurde 1909 durch eine Holländerwindmühle ersetzt. 1960 wurde das Oberteil der Mühle abgebaut und nach Bad Zwischenahn verkauft, um dort zum Wiederaufbau der ehemaligen Hüllsteder Mühle im Kurpark verwendet zu werden. Im verbliebenen Rest der Utarper Mühle wurde dann noch einige Jahre mit Motorkraft gearbeitet. Die Reste des Bauwerks sind als Ruine erhalten geblieben.